# Johann Carl Friedrich zu Schönaich-Carolath
Johann Carl Friedrich dziedziczny książę Schönaich-Carolath (ur. 11 listopada 1716 w Siedlisku – zm. 10 lutego 1791) – generał lejtnant Armii Królestwa Prus.
Syn Hansa Karla von Schönaich. Żonaty z Johanną ks. Anhalt-Köthen, z którą miał syna.
Był uczestnikiem wojny siedmioletniej. W 1764 roku przebywał w Rzeczypospolitej w czasie elekcji Stanisława Augusta Poniatowskiego. Od 1783 właściciel zamku w Zaborze.
Odznaczony Orderem Orła Czarnego.